# 董和

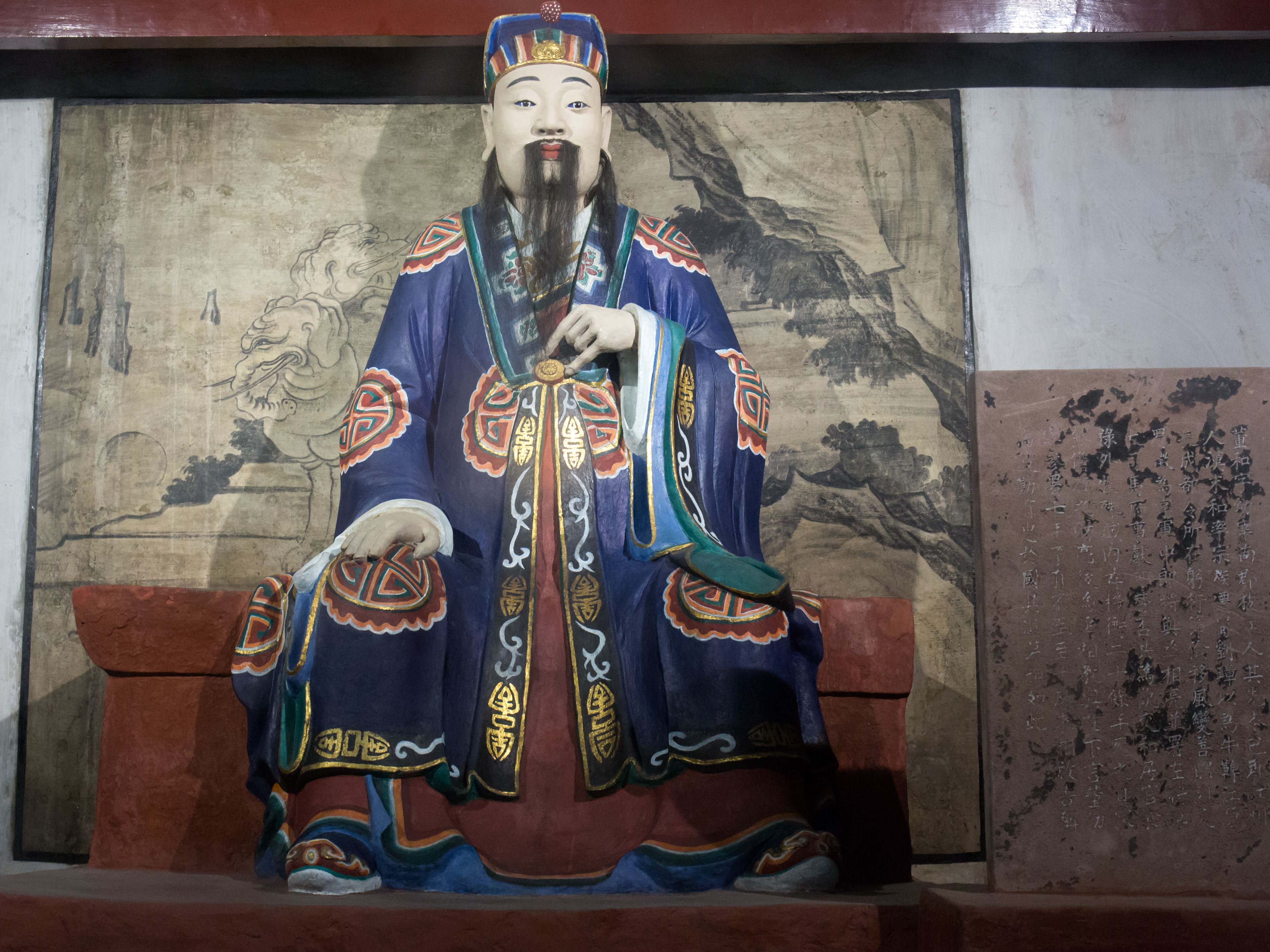
昭烈寺內的董和雕像

董和（?—?），字幼宰，東漢荊州南郡枝江人，三國時期蜀漢官吏。

## 生平
董和的祖先是益州境内的巴郡江州人。東漢末年，董和举家西遷，离开南郡来到益州，益州牧劉璋全他為牛鞞長，後再任江原長、成都令等職位。當時蜀地因富裕豐實，百姓生活奢侈，商人更穿侯爵的服飾、吃珍奇美食，婚姻葬送等事，甚至傾家蕩產都要辦好。董和有意推行儉樸風氣，親自帶頭節儉，穿粗衣、吃蔬食，生活上不踰矩犯上，令當地風氣有所改善，百姓都十分敬畏他。
後來縣中豪強害怕董和的嚴厲，說服劉璋調董和為巴東屬國都尉，當董和要走時，官吏、老弱等數千人都相攜而出，乞求留下董和，劉璋便准董和再留任兩年。兩年後，還遷為益州太守。董和與当地的蠻族辦事时，都以真誠之心對待，南土之人都愛戴、信任他。
214年，劉備入主蜀地，徵董和為掌軍中郎將，與諸葛亮一起處理左將軍、大司馬府之事，兩人相交甚歡。董和為官二十多年，到死時，家中無餘財。

## 特徵
董和為官清廉，如推行儉樸風氣，令蜀地奢侈風氣有所改善。甚至到死時都無多餘之財。
而且受人愛戴，因其而真誠待人，不止蜀人，連蠻族都愛戴、信任他。

## 家庭

### 子
- 董允，蜀漢重臣。

## 評價
《三國志》評曰：「董和蹈羔羊之素，劉巴履清尚之節，馬良貞實，稱為令士，陳震忠恪，老而益篤，董允匡主，義形於色，皆蜀臣之良矣。」 
諸葛亮為丞相時，常對群下說：「夫參署者，集眾思廣忠益也。若遠小嫌，難相違覆，曠闕損矣。違覆而得中，猶棄弊蹻而獲珠玉。然人心苦不能盡，惟徐元直處茲不惑，又董幼宰參署七年，事有不至，至于十反，來相啟告。苟能慕元直之十一，幼宰之殷勤，有忠於國，則亮可少過矣。」、「昔初交州平，屢聞得失，後交元直，勤見啟誨，前參事於幼宰，每言則盡，後從事於偉度，數有諫止；雖姿性鄙暗，不能悉納，然與此四子終始好合，亦足以明其不疑於直言也。」

## 延伸阅读
[在维基数据编辑]
 《三國志·卷39》，出自陳壽《三國志》
 在维基共享资源阅览影像